# José Raúl Capablanca
(Emanuel Lasker)
José Raúl Capablanca y Graupera (L'Avana, 19 novembre 1888 – New York, 8 marzo 1942) è stato uno scacchista cubano, terzo campione del mondo di scacchi dal 1921 al 1927.

## Biografia

### Un esordio precoce

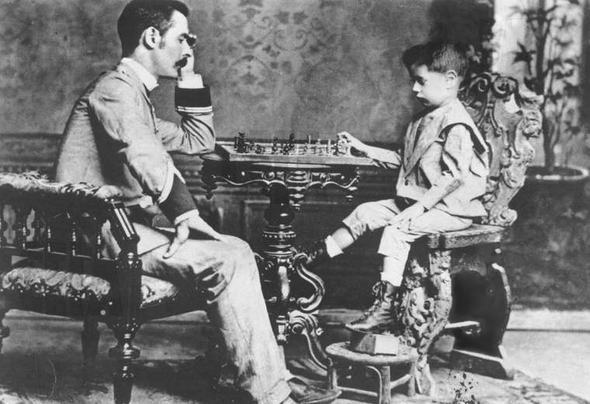
Capablanca gioca con suo padre all’età di quattro anni

José Raúl Capablanca, secondo figlio sopravvissuto di un ufficiale dell'esercito spagnolo, José María Capablanca, nacque all'Avana il 19 novembre 1888. José Raúl si interessò agli scacchi già a quattro anni, guardando giocare il padre e avendo anche intravisto nelle strade della città il grande giocatore russo Michail Čigorin, impegnato nel match con il campione del mondo in carica Wilhelm Steinitz. A questo proposito scrisse: «La capacità dell'uomo verso una qualunque attività si manifesta normalmente nella prima età, per un fatto eccezionale che lo fa andare oltre i suoi abituali interessi. Così successe a me, durante uno degli storici incontri fra Steinitz e Čigorin.»
Lo stesso Capablanca racconta i suoi inizi nel libro “My Chess Career”. Il piccolo Raúl, assistendo a una partita del padre, a una sua mossa irregolare aveva esclamato: “Papà, hai fatto una mossa irregolare col cavallo!”. I giocatori, sorridendo al bambino, avevano continuato a giocare ma, alla conclusione della partita, il padre aveva domandato al piccolo cosa sapesse di scacchi. Il fanciullo, dopo aver ripristinato la posizione sulla scacchiera, indicò al padre l'errore fatto. “Caramba!” esclamò il padre stupito: “Ma sai giocare a scacchi?” e Josélito aveva risposto con decisione: “Yo te doy la salida!” (Io ti batto!).
A nove anni cominciò a frequentare, alla domenica, il circolo scacchistico dell'Avana, dove i migliori giocatori erano ancora i vecchi Golmayo e Vazquez. Nel 1899 divenne campione cubano Juan Corzo, con il quale un talento precoce come quello di José Raúl non poteva non confrontarsi: l'incontro si tenne nel novembre-dicembre 1901 e si concluse con la vittoria del tredicenne Capablanca con 4 vittorie e 3 sconfitte su 13 partite.
Diplomatosi nel 1904, la famiglia lo mandò a New York per imparare l'inglese e prepararsi agli studi universitari; nel 1906 si iscrisse alla facoltà di ingegneria chimica della Columbia University, ma ammise più tardi di essersi dedicato soprattutto allo sport e, naturalmente, al gioco degli scacchi nel prestigioso Manhattan Chess Club, tanto da non concludere mai gli studi universitari. 
Convinto dei propri mezzi, progettava già una carriera internazionale da tenere anche nella vecchia Europa, dove si concentravano i migliori giocatori del tempo. A questo proposito scrive: "Considerando il mio stile negli anni 1906-1908, ci furono grandi progressi: nell'apertura acquisii una forza magistrale, per quanto inferiore al dovuto, perché realizzai spesso piani poco efficaci, quando avrei dovuto invece effettuare mosse semplici e precise; migliorai nel mediogioco, con combinazioni più profonde ed esatte e giocai i finali con sufficiente precisione, raggiungendo quella maestrìa che distingue ogni maestro di scacchi".
Nel 1909 venne organizzato il match con lo statunitense Frank Marshall, uno dei più forti maestri del mondo e il miglior giocatore del continente (nel 1904 fu vincitore del grande torneo di Cambridge Springs). Capablanca trionfò con otto vittorie e una sconfitta su ventitre partite. Nel libro già citato, Capablanca commenta così questa vittoria: "La cosa più sorprendente fu che giocai con lui senza conoscere la teoria delle aperture né consultare alcun libro... tutto il mio bagaglio teorico si fondava sulla pratica del gioco... questa vittoria mi mise nel gruppo dei maggiori maestri e rivelò i miei difetti nell'apertura e la mia bravura nelle posizioni semplici. La mia forza si manifestò nelle combinazioni del mediogioco e nei finali, dove sono migliore di ogni altro giocatore". 
Nel 1910 si sposò con la cubana Gloria Simoni Beautucourt, dalla quale avrà una figlia e un figlio che chiamò José Raúl; ne divorzierà nel 1937 per sposare l'anno dopo la georgiana Olga Chagodaev, che aveva conosciuto nel 1934 a New York.
Visse soprattutto a New York, e qui partecipò nel 1910 al campionato dello Stato di New York, che vinse con sette vittorie su sette partite. L'anno dopo, al campionato degli Stati Uniti, si classificò secondo con otto vittorie e una sconfitta su dodici partite, superato da Marshall. 
Nel 1911 partecipò per la prima volta a un grande torneo internazionale in Europa, a San Sebastián in Spagna, al quale parteciparono quasi tutti i migliori giocatori del momento, tranne il campione del mondo Lasker. Ottenne il primo posto con 6 vittorie e una sola sconfitta (contro Akiba Rubinstein) su quattordici partite.

Il maestro austriaco Rudolf Spielmann così descrisse il maestro cubano: 
«La sua vita personale dimostra che egli è un maestro di scacchi. Le sue occupazioni preferite sono la politica e la diplomazia... ama gli sport praticati dall'alta società, il tennis in particolare. È un uomo elegante, senza avere i difetti che l'eleganza porta con sé; non fuma, non beve, è un igienista... molto concentrato nel gioco, si rilassa solo quando ottiene una chiara superiorità sull'avversario... dà comunque l'impressione che per lui gli scacchi siano solo un passatempo ...».

### Pretendente al titolo
Alla fine del 1911 invitò ufficialmente il campione del mondo Lasker a disputare un incontro valido per il titolo. Questi impose condizioni inaccettabili - lo sfidante avrebbe dovuto vincere due partite in più per ottenere il titolo - e le trattative si interruppero; a quel tempo, non esisteva una federazione internazionale del gioco degli scacchi che gestisse lo svolgimento dei campionati mondiali e la messa in palio del titolo era a discrezione del detentore.
Nel 1913 partecipò a un torneo a L'Avana, dove si classificò secondo, superato da Marshall, e a quattro brevi tornei newyorkesi, che vinse facilmente. Nel novembre giunse in Europa per partecipare a incontri non ufficiali e sessioni di simultanee in diverse città finché, fra aprile e maggio del 1914, prese parte a San Pietroburgo a un grande torneo internazionale che vedeva presenti tutti i migliori giocatori del tempo. Il torneo aveva una formula singolare: tutti e undici i partecipanti giocarono un girone all'italiana e successivamente i primi cinque si affrontarono in un doppio girone finale. La classifica finale era data dalla somma dei punti conseguiti nelle due fasi del torneo. Capablanca vinse il girone preliminare con un punto e mezzo di vantaggio su Lasker e Tarrasch e incominciò quindi la fase finale nel ruolo di favorito. In vantaggio di un punto e mezzo all'inizio del secondo girone, incontrò per la terza volta Lasker, che, con il Bianco, impiantò una partita tranquilla, una variante di cambio della partita spagnola. Probabilmente convinto di condurre in porto una patta, Capablanca giocò in modo passivo e cadde in una posizione svantaggiosa che lo portò alla sconfitta. Nel turno seguente, contro Tarrasch, commise un grave errore e perse nuovamente, venendo superato da Lasker, che vincendo le ultime due partite conquistò così il primo premio con mezzo punto di vantaggio su Capablanca.
Con lo scoppio della prima guerra mondiale l'attività scacchistica in Europa si fermò. Capablanca, negli Stati Uniti, vinse facilmente i tornei di New York del 1915, 1916 e 1918; nella primavera del 1919 vinse un incontro individuale contro il serbo Kostić e nell'autunno fu ad Hastings, in Inghilterra, per partecipare al torneo che festeggiava la vittoria contro la Germania e i suoi alleati; mancavano naturalmente i giocatori dei paesi vinti e Capablanca si classificò primo con 10 vittorie e una patta su 11 partite.

### Campione del mondo

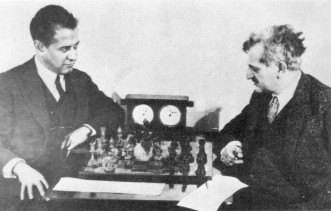
Capablanca contro Lasker nel torneo di Mosca 1925

Ai primi del 1920 iniziarono estenuanti trattative con Lasker per organizzare l'incontro valido per il titolo mondiale. Alla fine, ottenuto un ingaggio di 11.000 dollari, il cinquantaduenne Lasker, campione del mondo da ventisette anni, accettò di giocare all'Avana su un limite di ventiquattro partite; il torneo iniziò il 15 marzo 1921, ma bastarono quattordici partite: il 27 aprile Lasker abbandonò il torneo dopo averne perdute quattro, con dieci patte, lamentando problemi di salute. Capablanca era campione del mondo.
Lasker commentò così l'incontro: "Questo match, che mi ha procurato difficoltà quali nessun altro, è stato per me un piacere scacchistico. Circostanze estrinseche mi furono veramente sfavorevoli, ma il gioco di Capablanca mi pose legittimi problemi. Le sue mosse sono chiare, logiche e vigorose, non hanno nulla di occulto o di artificioso, vi si avverte il suo pensiero, anche quando vorrebbe essere astuto. Giochi per vincere, per pattare o tema di perdere, le sue mosse lasciano vedere chiaramente quel che sente. Con tutto questo, se le sue mosse sono trasparenti, non sono per niente facili da trovare e a volte sono profonde. Capablanca non ama le complicazioni né le avventure: preferisce sapere prima dove andare. La sua profondità non è quella di un poeta, ma quella di un matematico, il suo spirito è romano, non greco. Le combinazioni di Anderssen e Čigorin furono realizzate in situazioni particolari, in esse si manifestavano i loro caratteri individuali; quelle di Capablanca possono essere previste con varie mosse d'anticipo, perché si basano sui principi generali del gioco".
Nell'agosto 1922 partecipò, per la prima volta nella veste di campione del mondo, all'importante torneo internazionale di Londra, che vinse facilmente, davanti ad Alechin, con undici vittorie e quattro pareggi su quindici partite. Il maestro Tartakover, partecipante al torneo, così lo giudicò: "Capablanca domina meravigliosamente la tecnica scacchistica, grazie al suo focoso carattere cubano, influenzato da un pratico istinto americano. Il suo gioco è impeccabile, la sua mente lavora con una precisione straordinaria, la sua rapida capacità di previsione scopre le sottigliezze di ogni posizione complessa".
Durante il torneo, Capablanca stabilì le regole del futuro campionato mondiale: tra l'altro, si sarebbe giocato fino alle 6 partite vinte e al campione uscente sarebbero stati garantiti 10.000 dollari e i rimborsi di spese di viaggio e alloggio.
Già nel novembre ricevette una sfida da Rubinstein, che non riuscì però a raccogliere il denaro sufficiente. L'anno dopo fu Alechin a contattare uomini d'affari americani per ottenere il finanziamento necessario; questi rifiutarono, ma finanziarono un torneo che si svolse a New York (vedi Torneo di New York 1924). Vinse il vecchio Lasker, davanti a Capablanca, che collezionò dieci vittorie, nove patte e subì la prima sconfitta dopo otto anni contro il cecoslovacco Richard Réti. Terzo fu Alechin.
L'anno dopo partecipò al Torneo internazionale di Mosca, il primo grande torneo organizzato in Unione Sovietica; si classificò terzo, dietro al russo Bogoljubov e all'eterno Lasker, con 9 vittorie e 2 sconfitte (contro gli allora pressoché sconosciuti maestri russi Il'in-Ženevskij e Verlins'kyj). In questo torneo si manifestarono i difetti di Capablanca: trascurò la preparazione fisica e teorica e non si allenava giornalmente, confidando nella sua esperienza e nella sua grande tecnica.
Alechin, qualche anno dopo, diede l'analisi forse più precisa del gioco del campione cubano: "… col passare degli anni, tese alla semplificazione del gioco, utilizzando mezzi strettamente tecnici, che eliminavano quel vivace spirito manifestato nei tornei di San Sebastián e di San Pietroburgo negli anni 1911 e 1914… in una partita, quando il pensiero matematico lascia il posto alla pura arte, si rivela la virtù che diede a Capablanca una fama quasi leggendaria: il suo giudizio strategico pressoché esatto e la sorprendente rapidità con la quale valuta tatticamente la posizione… vi sono pericoli psicologici in questa virtù: la capacità di vedere quasi di colpo una serie di circostanze tattiche, esistenti in ogni posizione complessa, produce una tale fiducia in sé stesso da indurlo a credere erroneamente che le mosse ritenute immediatamente buone siano sicuramente le migliori; in questo modo, il suo gioco perde in profondità quel che acquista in agilità. Questa costante rinuncia a cercare la vera mossa adeguata caratterizzò la sua arte creativa dal 1922 al 1927".
Lo stesso Capablanca se ne rese conto, giustificandosi: nel 1937 scrisse che “lo stile del mio gioco attuale non corrisponde a quello dei miei primi anni. Tendendo alla semplicità, gioco con cautela ed evito ogni rischio. Questo atteggiamento è, secondo me, giusto, perché l'eccesso di audacia è contrario alla natura degli scacchi, che non sono un gioco d'azzardo ma un confronto essenzialmente intellettuale fondato su basi logiche”.
Nel 1926 vinse facilmente il modesto torneo di Lake Hopatkong; nel frattempo Alechin ottenne che il governo argentino finanziasse e organizzasse il campionato del mondo da tenersi a Buenos Aires fra lui e Capablanca entro il 1927. Quasi a preparazione dell'imminente campionato, il 19 febbraio 1927 si disputò un torneo a New York fra Capablanca, Alechin, Vidmar, Marshall, Spielmann e Nimzowitsch: Capablanca trionfò, senza subire sconfitte e battendo nettamente Alechin, che si classificò secondo.

### La perdita del titolo mondiale

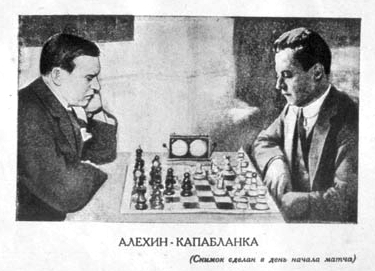
Alechin e Capablanca a Buenos Aires (1927)

Quando, il 16 settembre 1927, i due grandi avversari si sedettero nel circolo degli scacchi di Buenos Aires, le previsioni di vittoria erano tutte per Capablanca, che aveva dimostrato nell'ultimo torneo di New York di essere il più forte di tutti, mentre Alechin, fino ad allora, non aveva mai vinto una partita con il cubano, anche se aveva ottenuto grandi successi in altri tornei. Il russo si era limitato a commentare: "Non so come potrò vincere sei partite con Capablanca, ma non so nemmeno come potrà farlo lui". E la prima partita sembrò dargli ragione, perché Alechin vinse con il Nero; Capablanca recuperò alla terza partita e passò in vantaggio nella settima. Tutto sembrava avviarsi nei binari previsti, ma Alechin vinse l'undicesima e, forse demoralizzato per i molti errori commessi, Capablanca perse anche la successiva.
Sul 3-2 per Alechin, seguirono otto patte; nella ventunesima Capablanca perse la pazienza, complicò il gioco e finì col perdere; nella ventisettesima commise un clamoroso errore e perse l'occasione di vincere, ma vinse la ventinovesima. Sul 4–3 sembrò che l'incontro potesse riequilibrarsi, ma, dopo due patte, Alechin vinse la trentaduesima e Capablanca crollò: pattata la successiva, perse la trentaquattresima e il titolo, e non ebbe più l'occasione di una rivincita, perché Alechin non gliela concesse mai.
Anni dopo, Capablanca affermò che fu stordito dall'enorme forza di resistenza di Alechin; questi, poche settimane prima della morte, dirà: "Perché Capablanca perse il titolo? Confesso che fino a oggi non ho potuto rispondere a questa domanda, dal momento che, nel 1927, non credevo di poter vincere. Forse sopravvalutò le sue forze, dopo la sua travolgente vittoria nel torneo di New York, e sottovalutò le mie".

### Alla ricerca della corona perduta

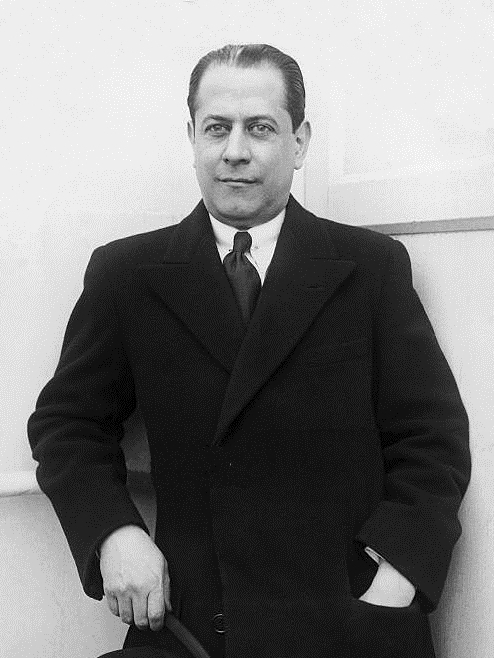
José Raúl Capablanca nel 1931

Dal 1928 al 1929 giocò con una frequenza come mai gli era accaduto: nel 1928 fu secondo a Kissingen, dietro a Bogoljubov, e primo a Berlino e a Budapest; nel 1929 fu primo a Ramsgate, Barcellona, Budapest ed Hastings e secondo a Karlovy Vary (dove fu in testa per quasi tutto il torneo, ma, a causa di una sconfitta con Spielmann al penultimo turno, fu superato sul filo di lana da Nimzowitsch); chiese la rivincita ad Alechin, che gli rispose di aver già organizzato un incontro con Bogoljubov e che poi commentò: "A Kissingen, Capablanca ha giocato come a Buenos Aires; sono convinto che non può far meglio".
Nimzowitsch – che non vinse mai una partita contro il cubano - nel commento al torneo di Karlsbad scrisse: "In generale, il risultato ottenuto da Capablanca non è quello che lui sperava. E non torneranno i tempi dorati in cui si potevano evitare le complicazioni e conseguire in questo modo i primi premi. Giochi, signor Capablanca, le sue partite col profondo contenuto con cui giocò la sua con me; allora uscirà certamente vincitore nelle competizioni perché, ai giorni nostri, non si ottiene nulla pretendendo di semplificare rapidamente il gioco". Per Alechin invece, "Capablanca rivelò spirito combattivo e ricchezze di idee, ma ebbe poca fantasia tattica... egli difetta di un'importante condizione che, con altre, determina la potenza scacchistica: l'inflessibile attenzione che isola completamente il giocatore dall'esterno".
Dal 1931 al 1934 non giocò alcuna partita, ma si dedicò allo studio delle nuove aperture. Forse con nuove speranze, alla fine del 1934 giunse in Inghilterra per partecipare al tradizionale torneo di Capodanno di Hastings; su 10 partecipanti si classificò solo quarto, con quattro vittorie e due sconfitte; un risultato modesto che si ripeté nel 1935 a Mosca, ancora quarto, con due sconfitte, una subita dal giovane russo Rjumin e l'altra dal sessantacinquenne Lasker, che si classificò terzo. I due modesti tornei di Margate in Inghilterra, a cui partecipò nel 1935 e 1936, lo videro al secondo posto.

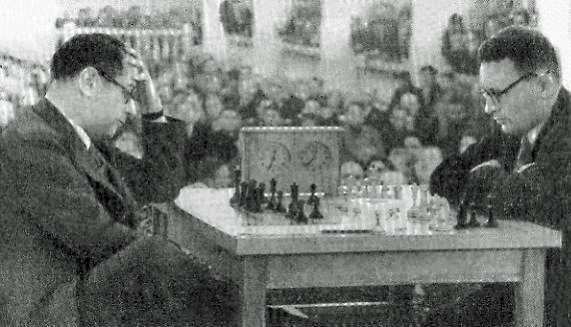
Capablanca-Botvinnik, Mosca 1936

L'inattesa perdita del titolo mondiale da parte di Alechin a favore dell'olandese Euwe, nel 1935, sembrò rianimare le sue speranze, tanto che nel 1936 vinse brillantemente il torneo di Mosca, imbattuto con otto vittorie su diciotto partite e, nell'agosto, quello di Nottingham, a pari merito con la grande speranza russa Botvinnik, prendendosi anche la grande soddisfazione di battere Alechin, che incontrava per la prima volta dai tempi del campionato di Buenos Aires.
Ora giocava con maggiore aggressività, ma solo con gli avversari più deboli; tuttavia era nuovamente ritenuto in grado di aspirare al massimo titolo: doveva solo aspettare il risultato dell'incontro di rivincita fra Euwe e Alechin. Se l'olandese avesse vinto… ma non fu così: Alechin si riprese il titolo nel 1937 e le speranze di Capablanca di poter ancora disputare un incontro mondiale tramontarono definitivamente.

### Gli ultimi anni
Nel novembre 1938, la AVRO, l'emittente radiofonica olandese, organizzò un grande torneo, noto come AVRO 1938, al quale parteciparono gli otto migliori giocatori del momento: vinsero i giovani Keres e Fine; nel giorno del suo cinquantesimo compleanno, Capablanca perse con Alechin in quella che resterà l'ultima partita giocata fra i due grandi campioni; il suo risultato finale nel torneo fu un deludente settimo posto.
Si manifestarono i primi sintomi di sclerosi cerebrale; nel 1939 fu secondo nel piccolo torneo di Margate e fu capitano della squadra cubana alle Olimpiadi di Buenos Aires, dove vinse sei partite su undici senza sconfitte, vincendo la medaglia d'oro individuale in prima scacchiera. Durante le Olimpiadi scoppiò la seconda guerra mondiale e naturalmente ogni attività scacchistica si arrestò.

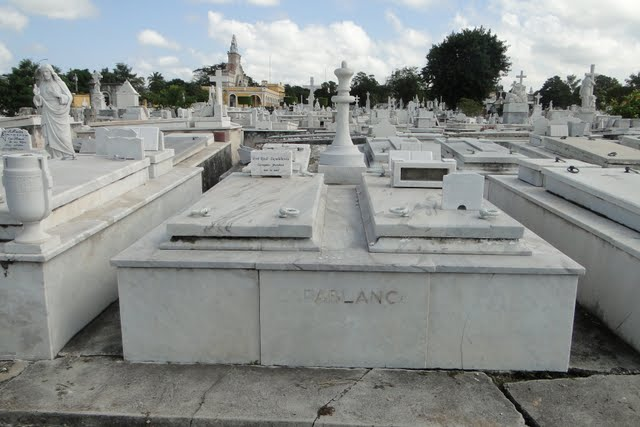
La tomba di José Raúl Capablanca nel cimitero di Colón a L'Avana

La sera del 7 marzo 1942, mentre stava analizzando una partita al circolo di scacchi di Manhattan, si sentì male: soccorso immediatamente dal dottor Eli Moschcowitz, membro del club, fu trasportato nell'ospedale del Monte Sinai, lo stesso dove l'anno prima era morto Lasker. Capablanca morì verso le 6:00 della mattina successiva, per ictus cerebrale. I suoi resti riposano all'Avana nel cimitero di Colón. Sulla tomba, posta nel viale principale, c'è una sola scritta "Capablanca". Un re di marmo bianco adorna la sepoltura.
Alechin, che gli sopravviverà quattro anni, morendo alla stessa età di 54 anni, avendo giocato con lui quarantasette partite, con sette vittorie e nove sconfitte, scriverà di lui: Con la sua morte abbiamo perduto un grande genio, quale mai ci fu e mai più ci sarà.
In tutta la sua carriera Capablanca giocò oltre 600 partite ufficiali, in tornei e incontri, contro avversari di livello magistrale, perdendone soltanto 35. Non considerando gli anni della sua estrema giovinezza, da quando divenne un affermato maestro solo quattro giocatori (Alechin, Lasker, Spielmann e Marshall) sono stati capaci di vincergli più di una partita. Se escludiamo il russo Il'in–Ženevskij, l'ucraino Verlins'kyj e il pakistano Sultan Khan (che sconfissero il cubano nell'unica partita disputata con lui), l'unico giocatore con cui Capablanca ha uno score negativo è Paul Keres (una sconfitta e cinque pareggi); il suo bilancio è in parità con Botvinnik, Spielmann, Rubinstein, Samuel Reshevsky, Ruben Fine, Andor Lilienthal e Erich Eliskases. Con tutti gli altri maggiori giocatori del suo tempo, Capablanca ha un bilancio nettamente positivo.
Capablanca era fortissimo anche nel gioco rapid e blitz. In un torneo rapid giocato al Marshall Chess Club di New York il 6 dicembre 1933, vinse con il punteggio pieno di 9/9. Al secondo posto si classificarono Fine e Reshewsky con 7/9. Nel 1914 giocò un match blitz di 10 partite a Berlino contro Lasker, vincendo 6½–3½; al termine del match Lasker gli disse: “It is remarkable, you never seem to make a mistake”.
Dal 1962 si gioca annualmente a Cuba un grande torneo internazionale in suo onore, il Capablanca Memorial.

## Principali risultati
| Torneo                              | Città                | Punteggio | Risultato                  |
| 1902                                | 1902                 | 1902      | 1902                       |
| ----------------------------------- | -------------------- | --------- | -------------------------- |
| Campionato cubano con Juan Corzo    | L'Avana              | +4 –3 =6  | Capablanca vince 7 - 6     |
| 1906                                |                      |           |                            |
| Campionato universitario            | New York             | +4 –0 =1  | [ 9 ]                      |
| 1909                                |                      |           |                            |
| Match con Frank Marshall            | New York             | +8 –1 =14 | Capablanca vince 15 - 8    |
| 1910                                |                      |           |                            |
| Campionato dello Stato di New York  | New York             | +7 –0 =0  | 1º                         |
| 1911                                |                      |           |                            |
| Campionato dello Stato di New York  | New York             | +8 –1 =3  | 2º                         |
| Torneo di San Sebastián 1911        | San Sebastián        | +6 –1 =7  | 1º                         |
| 1913                                |                      |           |                            |
| Campionato dello Stato di New York  | New York             | +10 –1 =7 | 1º                         |
| Torneo internazionale               | L'Avana              | +8 –2 =4  | 2º                         |
| Torneo "Memorial Rice"              | New York             | +13 –0 =0 | 1º                         |
| 1914                                |                      |           |                            |
| Torneo di San Pietroburgo 1914      | San Pietroburgo      | +10 –2 =6 | 2º dietro Lasker           |
| 1915                                |                      |           |                            |
| Campionato dello Stato di New York  | New York             | +12 –0 =2 | 1º                         |
| 1916                                |                      |           |                            |
| Torneo "Memorial Rice"              | New York             | +12 –1 =4 | 1º                         |
| 1918                                |                      |           |                            |
| Torneo del Manhattan Chess Club     | New York             | +9 –0 =3  | 1º                         |
| 1919                                |                      |           |                            |
| Match con Boris Kostić              | L'Avana              | +5 –0 =0  | Capablanca vince 5 - 0     |
| Torneo internazionale               | Hastings             | +10 –0 =1 | 1º                         |
| 1921                                |                      |           |                            |
| Campionato del mondo con Lasker     | L'Avana              | +4 –0 =10 | Capablanca vince 9 - 5     |
| 1922                                |                      |           |                            |
| Torneo di Londra 1922               | Londra               | +11 –0 =4 | 1º                         |
| 1924                                |                      |           |                            |
| Torneo di New York 1924             | New York             | +10 –1 =9 | 2º dietro Lasker           |
| 1925                                |                      |           |                            |
| Torneo internazionale               | Mosca                | +9 –2 =9  | 3º                         |
| 1926                                |                      |           |                            |
| Torneo internazionale               | Lake Hopatcong       | +4 –0 =4  | 1º                         |
| 1927                                |                      |           |                            |
| Torneo di New York 1927             | New York             | +8 –0 =12 | 1º                         |
| Campionato del mondo con Alekhine   | Buenos Aires         | +3 –6 =25 | Alekhine vince 18,5 - 15,5 |
| 1928                                |                      |           |                            |
| Torneo internazionale               | Bad Kissingen        | +4 –1 =6  | 2º                         |
| Torneo internazionale               | Berlino              | +5 –0 =7  | 1º                         |
| Torneo internazionale               | Budapest             | +5 –0 =4  | 1º                         |
| 1929                                |                      |           |                            |
| Match Gran Bretagna-Resto del Mondo | Ramsgate             | +4 –0 =3  | [ 11 ]                     |
| Torneo di Budapest 1929             | Budapest             | +8 –0 =5  | 1º                         |
| Torneo di Carlsbad 1929             | Carlsbad             | +10 –2 =9 | 2º-3º con Rudolf Spielmann |
| Torneo internazionale               | Barcellona           | +13 –0 =1 | 1º                         |
| 1929-1930                           |                      |           |                            |
| Torneo internazionale               | Hastings             | +4 –0 =5  | 1º                         |
| 1930-1931                           |                      |           |                            |
| Torneo internazionale               | Hastings             | +5 –1 =3  | 2º                         |
| 1931                                |                      |           |                            |
| Match con Max Euwe                  | Amsterdam            | +2 –0 =8  | Capablanca vince 6 - 4     |
| Torneo magistrale                   | New York             | +9 –0 =2  | 1º                         |
| 1934-1935                           |                      |           |                            |
| Torneo internazionale               | Hastings             | +4 –2 =3  | 4º                         |
| 1935                                |                      |           |                            |
| Torneo internazionale               | Mosca                | +7 –2 =10 | 4º                         |
| Torneo internazionale               | Margate              | +6 –1 =2  | 2º                         |
| 1936                                |                      |           |                            |
| Torneo internazionale               | Margate              | +5 –0 =4  | 2º                         |
| Torneo internazionale               | Mosca                | +8 –0 =10 | 1º                         |
| Torneo internazionale               | Nottingham           | +7 –1 =6  | = 1º con Michail Botvinnik |
| 1937                                |                      |           |                            |
| Torneo internazionale               | Semmering            | +2 –1 =11 | 3º-4º con Samuel Reshevsky |
| 1938                                |                      |           |                            |
| Torneo magistrale                   | Parigi               | +6 –0 =4  | 1º                         |
| Torneo AVRO                         | Varie città olandesi | +2 –4 =8  | 7º                         |
| 1939                                |                      |           |                            |
| Torneo internazionale               | Margate              | +4 –0 =5  | 2º-3º con Salo Flohr       |
| Olimpiadi di Buenos Aires           | Buenos Aires         | +7 –0 =9  | Oro in 1ª scacchiera       |

## Risultati con alcuni avversari
Sono considerate solo le partite ufficiali di torneo o match.
| Emanuel Lasker + 6 – 2 = 16 | Alexander Alekhine + 9 – 7 = 33 | Efim Bogoljubov + 5 – 0 = 2   | Frank Marshall + 21 – 2 = 28    |  |
| Géza Maróczy + 3 – 0 = 5    | Akiba Rubinstein + 1 – 1 = 5    | Siegbert Tarrasch + 2 – 1 = 3 | Savielly Tartakower + 5 – 0 = 9 |  |
| Aron Nimzovich + 5 – 0 = 6  | David Janowski + 9 – 1 = 1      | Richard Réti +4 – 1 = 2       | Frederick Yates + 8 – 0 = 3     |  |

## Opere
Capablanca scrisse anche alcuni libri che ebbero larga diffusione e traduzioni in più lingue:
- Il primo libro degli scacchi, Milano, Mursia, 1998, ISBN 978-8842524199.
- I fondamenti degli scacchi, Milano, Mursia, 1999, ISBN 978-8842525561.
- La mia carriera scacchistica, Roma, Prisma Editori, 1990, ISBN non esistente.

Da alcune sue conversazioni alla radio di New York fu tratto:
- Ultime lezioni, Milano, Italia scacchistica, 1950, ISBN non esistente.

## Nei romanzi
- In Auto da fé di Elias Canetti, José Raúl Capablanca è più volte nominato nel testo, quando l'ebreo nano, malvivente, scacchista e millantatore Fischerle vuole recarsi in America per battere l'allora campione mondiale in una partita a scacchi.[13]

- Ne La variante di Lüneburg di Paolo Maurensig, del 1993, Capablanca è nominato, assieme ad altri celebri scacchisti.

- Capablanca era anche il protagonista del romanzo L'ultima partita di Capablanca (Shah Mat) di Gesualdo Bufalino; l'opera, di cui sono rimasti solo i primi due capitoli, è rimasta incompiuta per la morte dell'autore[14].

- Ne Il selvaggio di Guillermo Arriaga, padre Arturo, che è guida spirituale di una setta di cattolici ultraconservatori e violenti, parla di Capablanca al giovane protagonista Juan Guillermo, presentandolo da un lato come il miglior giocatore di scacchi della storia, dall'altro come uomo dissoluto. Secondo padre Arturo, Capablanca dovette proprio alla sua dissolutezza la perdita del titolo di campione mondiale in favore di Aleksandr Alechin, esempio di rigore e disciplina. Il sacerdote invita quindi il giovane ad uniformare la sua condotta a quella del russo Alechin. Juan Guillermo compie poi sue ricerche sui due campioni: riferisce che Alechin sarebbe stato ripudiato nei circoli scacchistici per essersi rifiutato di concedere la rivincita a Capablanca e che per questo, in seguito, le regole degli scacchi sarebbero cambiate, costringendo i campioni in carica a concedere sempre la rivincita al campione detronizzato, pena la perdita del titolo. A dispetto dei tentativi di padre Arturo, Juan Guillermo arriva alla sua conclusione: "Sto, e starò sempre, dalla parte dei Capablanca".[15]

- In Finestra sul vuoto di Raymond Chandler, Marlowe nel finale gioca una partita a scacchi da solo, partendo da un libro di schemi di partite di Capablanca e guardandosi allo specchio; il libro si conclude: “Tu e Capablanca”.
- Ne La tavola fiamminga di Arturo Pérez-Reverte, il club di scacchi è intitolato a Capablanca.
- Viene nominato ne L'amore ai tempi del colera di Gabriel García Márquez, perché un uomo si vantava di averlo battuto a scacchi.
- È citato nel "romanzo" Tre tristi tigri dello scrittore cubano Guillermo Cabrera Infante (alle pp. 401-402 della traduzione italiana edita da Il Saggiatore, 1976).
- In Poirot e i quattro di Agatha Christie, di un personaggio campione di scacchi si dice "[...] si parlava di lui come di un secondo Capablanca".
- Fabio Stassi, La rivincita di Capablanca, Roma, Minimum Fax, 2008.